# Агольмінг
Агольмінг (нім. Aholming) — громада в Німеччині, знаходиться в землі Баварія. Підпорядковується адміністративному округу Нижня Баварія. Входить до складу району Деггендорф.
Площа — 29,35 км2. Населення становить 2287 ос. (станом на 31 грудня 2020).